# Police aux États-Unis

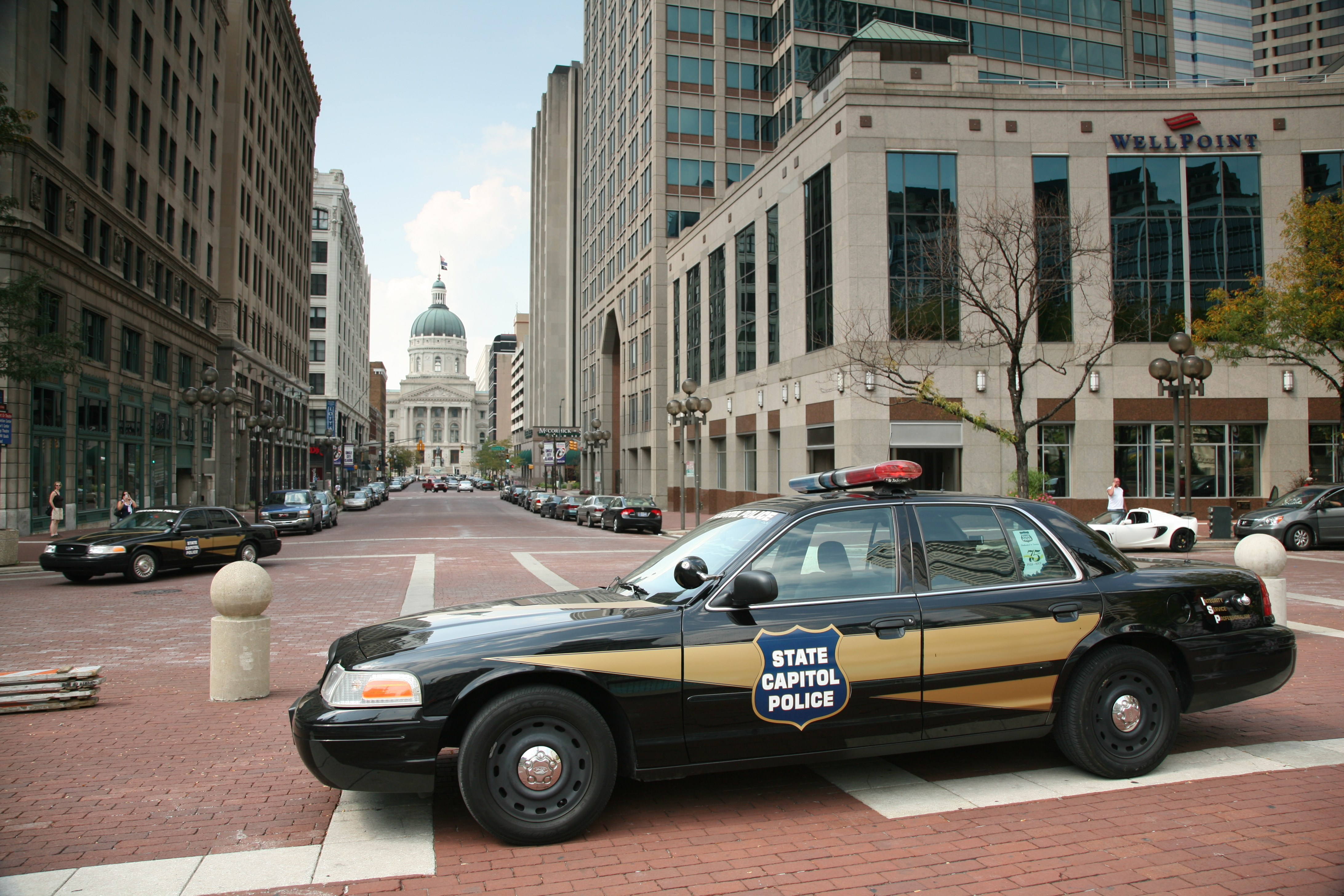
Une Ford Crown Victoria de l'État de l'Indiana protégeant le Capitole de l'Indiana.

Aux États-Unis, état fédéral, il existe un grand nombre de forces de police distinctes suivant l'échelon territorial (fédéral, État fédéré, comté ou municipalité) ou le domaine d'activités (enquête, drogue, protection, armes et explosifs, intervention, transports, frontières...).
Selon les données mentionnées dans le livre de Didier Combeau, professeur agrégé d'anglais (paru en avril 2018), relatif aux « polices américaines », les effectifs des services de police aux États-Unis se répartiraient comme suit : 50 % à la charge des municipalités, environ un tiers aux comtés,  8% à la charge des États fédérés, le reste des effectifs étant de la compétence de diverses entités publiques (Universités, sociétés de transport, aéroports, etc.) et de structures quasi privées.     
En 2020, aux États-Unis, il y a plus de 17 980 services de police, la très grande majorité étant de très petite taille. Ces services emploient plus de 796 000 policiers et policières en tenue ou en civil, dont environ 137 000 sont des agents fédéraux ainsi que plus de 250 000 agents administratifs et techniques . 
En 2022, un total  de 249 policiers sont morts en service, la principale cause de mortalité étant le meurtre par balles. Les États-Unis sont aussi, proportionnellement, le pays développé où la police fait le plus de victimes dans sa population : près de 1 100 morts en 2022, soit 3,3 décès pour un million d'habitants (0,55 en France).

## Présentation

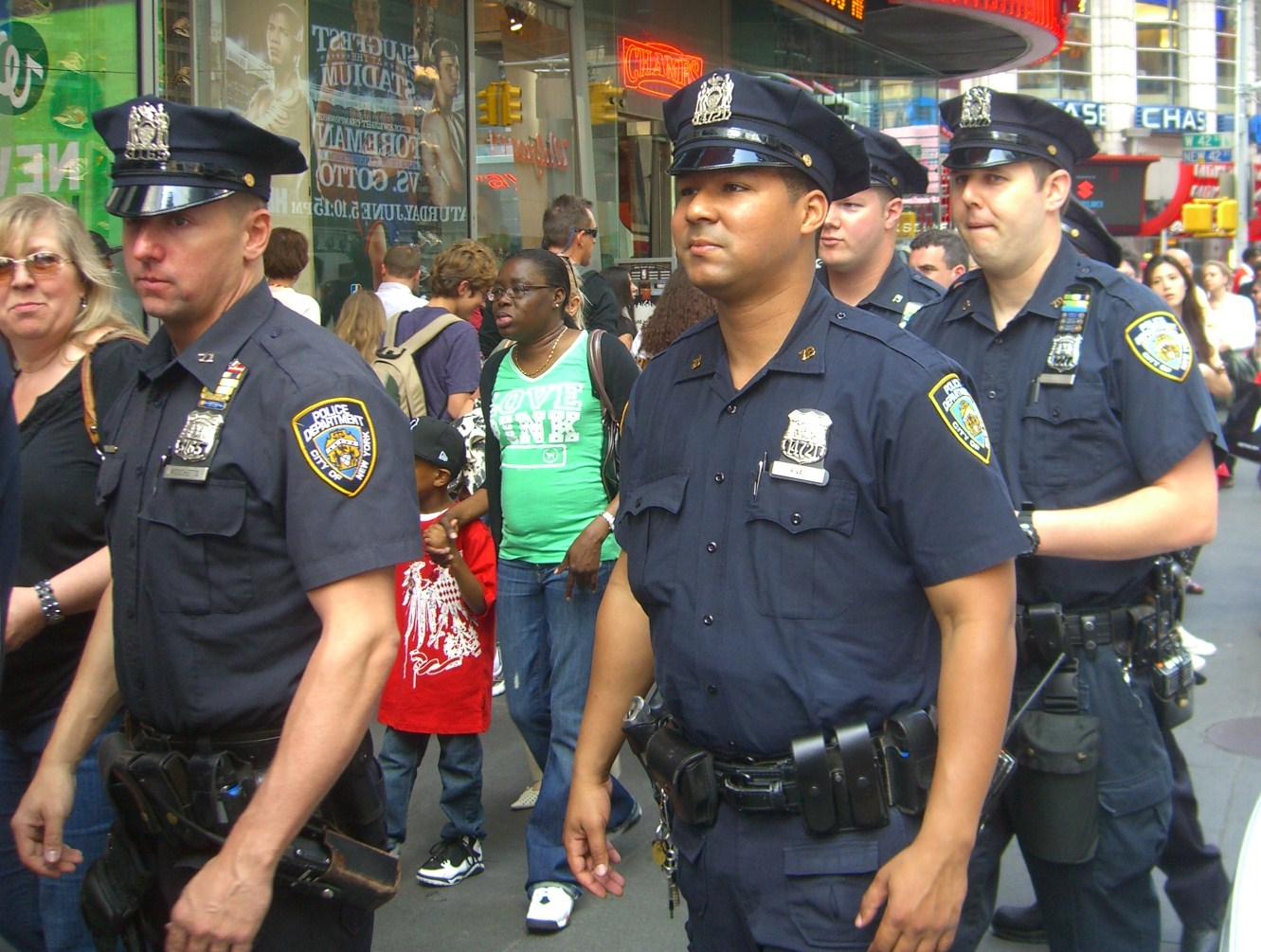
Policiers du New York City Police Department (NYPD).

Il existait aux États-Unis plus de 17 980 services de police en 2020, qui sont compétents, au vu de leur texte d'organisation, soit au niveau national, soit au niveau de l'État fédéré, soit au niveau du comté (Sheriff office), soit au niveau d'une municipalité. 
La compétence des services de police est nationale si le service est fédéral. La compétence est limitée au niveau d'un État fédéré pour les États qui ont un ou plusieurs services de police. La compétence est intermunicipale au niveau des unités de police dans chaque comté. La compétence est uniquement municipale pour les polices créées par les municipalités.
On trouve ainsi :
- Au niveau fédéral, des dizaines d’agences fédérales : les law enforcement agencies. Le nombre total serait de plus de 100 en 2024, selon le décompte effectué par les services du Congrès américain. Elles sont chacune chargées d’un domaine et opèrent à travers tout le territoire des États-Unis, parfois à l’étranger. Elles sont rattachées à une autorité fédérale. Le FBI (Federal Bureau of Investigation) est la plus connue d’entre elles. Créé en 1908, il dépend du département de la Justice. Ses 36 000 agents — dont 13 000 special agents — s'occupent de l’antiterrorisme, du contre-espionnage, du crime organisé, de la lutte contre le trafic de drogue ou de la défense des droits civiques. Le FBI dispose d’antennes à l’étranger, tout comme la DEA, (Drug Enforcement Administration), qui dépend, elle aussi, du département de la Justice et est chargée de la lutte contre le trafic et la distribution de drogues aux États-Unis, en concurrence avec le FBI. Si un crime est commis en violation de lois locales ou d'État fédéré, le FBI ne prend pas normalement l’enquête en charge. Au contraire, les ressources d’investigation du FBI, des autres services fédéraux et locaux (États, comtés et municipalités) sont souvent combinées dans un effort commun pour enquêter et résoudre les affaires. La DEA assiste aussi les polices des comtés et des États. Des agences comme le CBP (US Customs and Border Protection) ou l'ICE (United States Immigration and Customs Enforcement) sont rattachées au département de la Sécurité intérieure. Le CBP lutte contre l’immigration illégale et patrouille aux frontières tandis que l’ICE lutte contre la criminalité transnationale et l’immigration illégale. Pour sa part, l'United States Secret Service (USSS), lui, est passé de la lutte contre la fausse monnaie et les fraudes financières à la protection du président, du vice-président des États-Unis et de leur famille.  Deux services de police dépendent enfin du pouvoir législatif et judiciaire : la police du Capitole est chargée de sa sécurité et des membres du Congrès et la police de la Cour suprême est responsable de la sécurité du bâtiment et des juges de la plus haute juridiction américaine.
- Au niveau des États fédérés (50),  ceux-ci sont libres de créer ou non des services de police et la police d'État, alors créée, dépend du gouverneur ou de la législature de l'État. Elle est compétente sur le territoire de l'État, notamment en matière de police autoroutière et de service de soutien aux polices locales dans les affaires criminelles et pour les délits graves ; les budgets sont votés par la législature d'État et le recrutement privilégie les habitants de l'État fédéré ;
- Au niveau des comtés (environ 3150 sur l'ensemble du territoire), le service de la police du comté est sous l'autorité d'un shérif, chef local de la police, en général élu tous les quatre ans et le recrutement est fait souvent localement, avec des différences notables, en matière d'aptitude à exercer la fonction, entre les différents comtés ;
- Au niveau des municipalités (environ 31 000), la police municipale est placée sous l'autorité du maire et est compétente uniquement sur le territoire de la ville. En 2020, la plupart des villes possèdent un service de police[2]. Quand la ville ne dispose pas de service municipal de police, c'est le service de police du comté dont fait partie cette ville qui intervient quand il le faut. Les budgets des services municipaux sont votés par les organes délibérants et le recrutement, essentiellement local, est marqué, comme pour les polices des comtés, par des différences au niveau des aptitudes.

### Municipalités

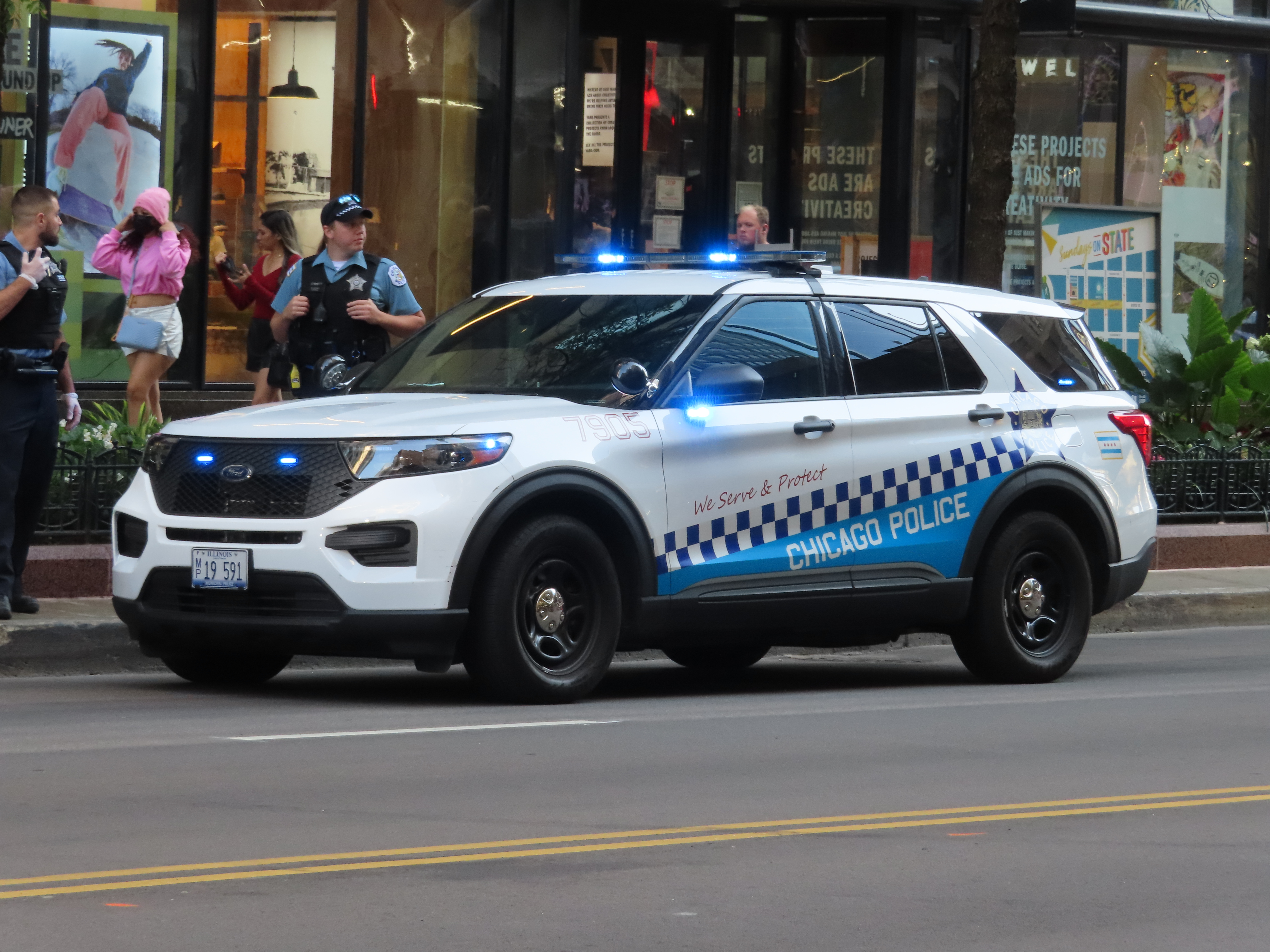
Véhicule du Chicago Police Department.

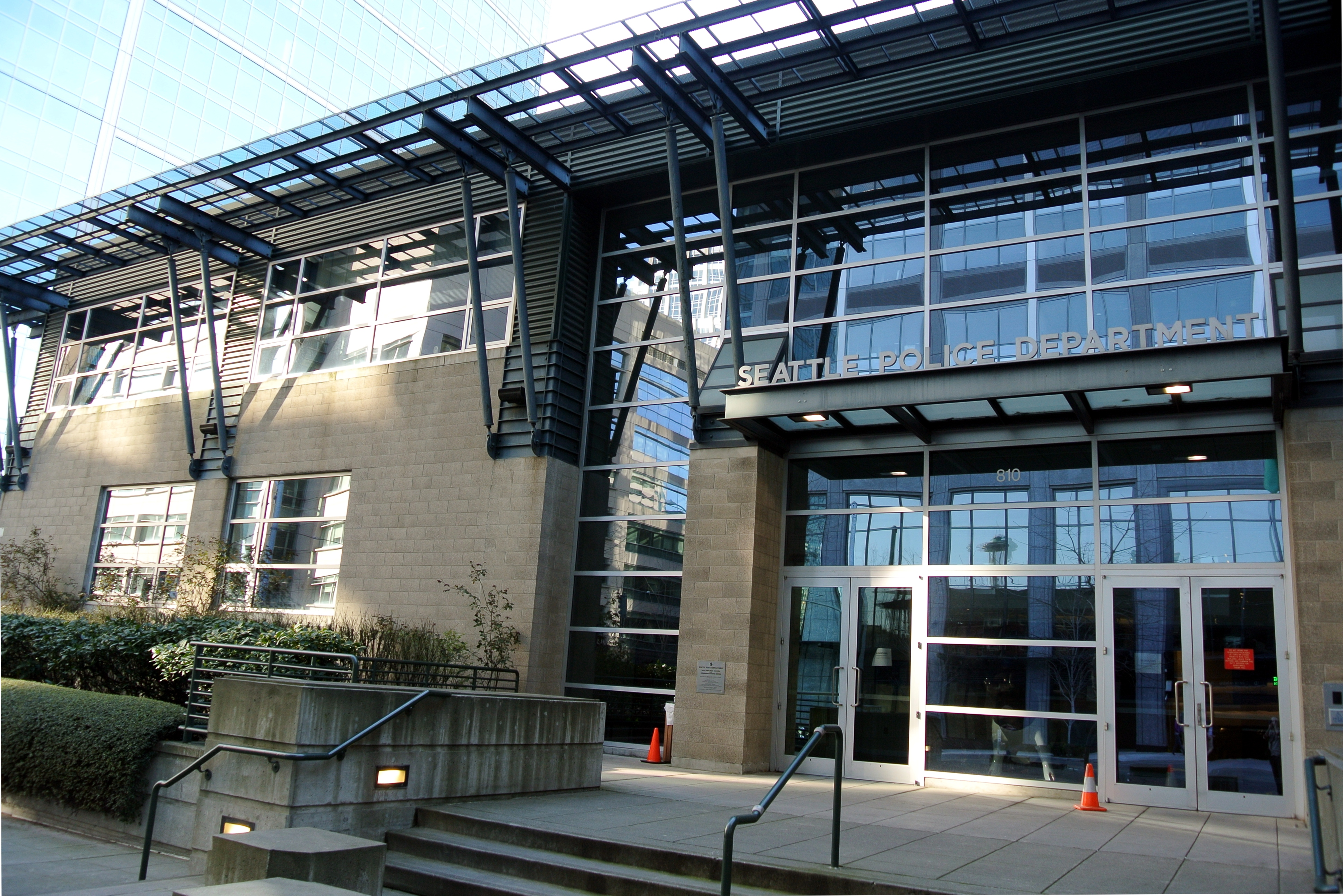
Commissariat de quartier à Seattle.

Il existe plus de 15 000 unités de police de statut municipal (Municipal police). 
Certaines ne peuvent ne comprendre qu'un seul fonctionnaire de police — souvent alors appelé « Town Marshal » - jusqu'à plusieurs milliers pour les grandes métropoles. Le NYPD, la police de la ville de New York, compte ainsi plus de 50 000 agents. Parmi les autres services de police importants, on peut citer : CPD pour Chicago, LAPD pour Los Angeles, SFPD pour San Francisco, BPD pour Boston, DPD pour Détroit, APD pour Atlanta, APD pour Austin, BPD pour Baltimore, SDPD pour San Diego, DPD pour Denver, HPD pour Honolulu. 
Les grandes villes ont au sein de leur police des services spécialisés (police routière, police judiciaire, service de lutte contre les stupéfiants, service de déminage, police scientifique et technique), le plus connu étant les SWAT, acronyme de Special Weapons And Tactics (« Armes et tactiques spéciales »), chargé d'interventions à haut risques. Dans les années 2010, ces unités spéciales mènent environ 50 000 opérations par an. La police de New York dispose aussi de son service de contre-terrorisme, qui fut créé après le drame du 11 septembre 2001 ; ce service collabore régulièrement avec le FBI pour les cas touchant la ville car elle est mieux introduite dans les différents quartiers et communautés
Des services de police spécifiques ont été créés, par exemple, pour des lieux dédiés comme la Los Angeles Airport Police (en), qui est un des services de l'autorité publique qui gère les aéroports de Los Angeles , mais qui n'est pas un service intégré au Los Angeles Police Department.

### Comtés
Les États-Unis comptent aussi 3 141 comtés : dans l'ensemble, ils disposent d’une force locale de police, appelée county law enforcement agency. Dans les zones rurales, la police est assurée par le shérif. Il s’agit d’un fonctionnaire élu généralement tous les quatre ans. Il existe normalement un service de police par comté, sauf cas exceptionnel où deux comtés disposent d'un même service de police.  
Si, traditionnellement, un shérif est le chef de la police locale, il peut avoir, notamment dans les États de la côte Est et Nord, une mission limitée à la gestion des tribunaux, la détention dans la prison du comté, le transport des prisonniers ou la sécurité des palais de justice. Certains peuvent être amenés à exercer, par voie de contrat (contract law enforcement), des compétences de police locale dans les petites villes ne disposant pas de police locale. À Los Angeles, le département du shérif du comté (LASD) assure ainsi la police dans quarante-quatre municipalités n’ayant pas de police propre.
En 2007, on comptait 3 084 shériffs dont 40 femmes. En 2021, environ 5 % des shérifs étaient des Afro-américains, alors que la population noire représentait environ 13 % de la population totale des États-Unis.

### États

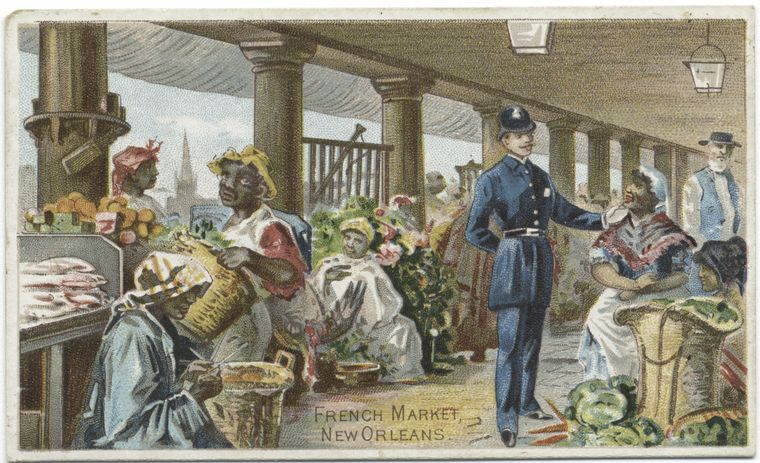
Policier du New Orleans Police Department, au French Market dans le Vieux carré, illustration datée d'entre 1885 et 1890.

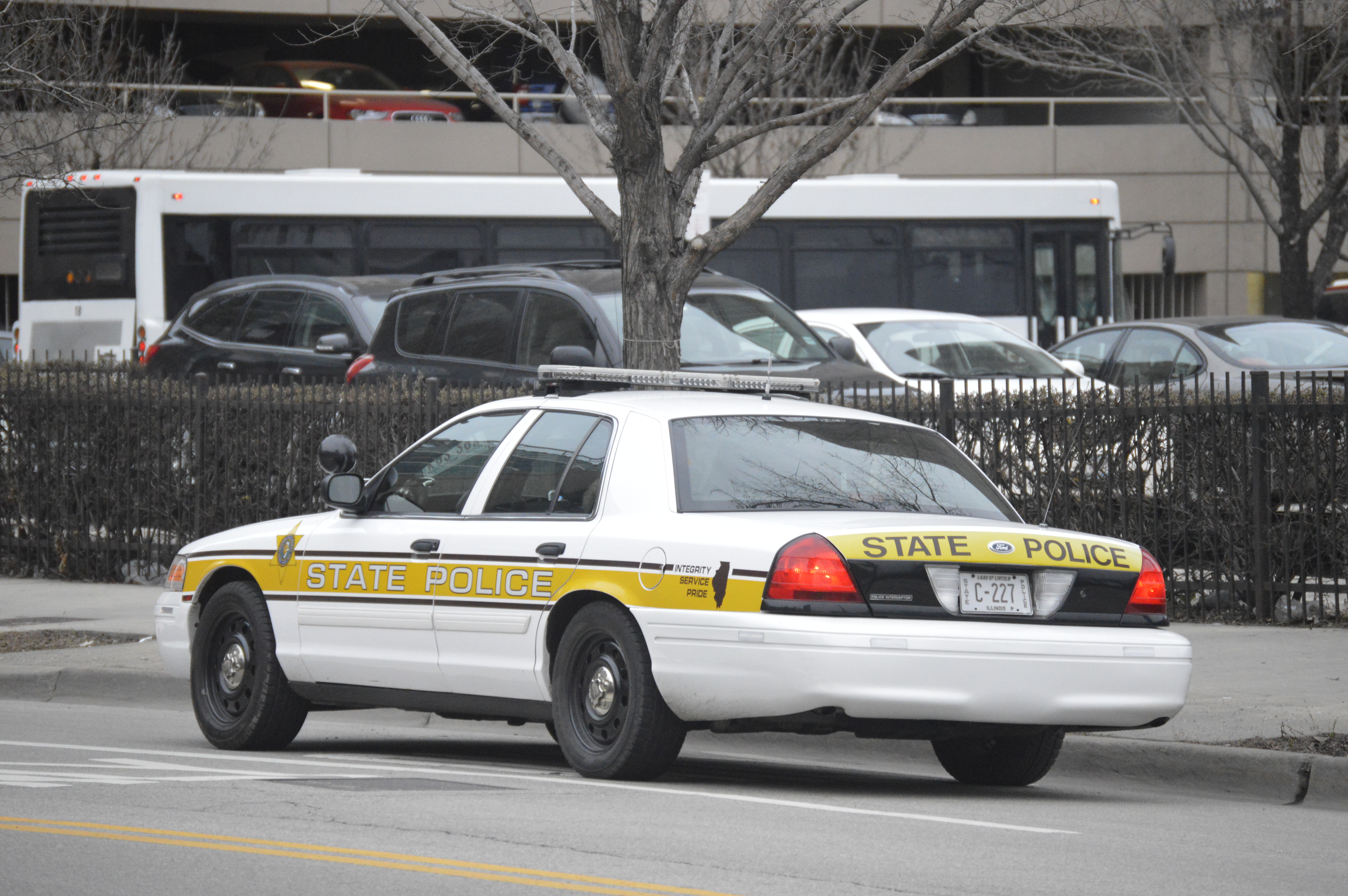
Véhicule de la police d'État de l'Illinois (Illinois State Police).

La plupart des Etats fédérés possède une state police mais il n'y a pas de loi fédérale qui oblige chaque Etat fédéré à en avoir une ; par exemple, la Californie, Etat le plus peuplé avec plus de 39 millions d'habitants, n' en a pas. Souvent, il existe une highway patrol ou state highway patrol ou state patrol. Ce sont des forces de police dirigées par un fonctionnaire nommé par le gouverneur de l'État. 
Généralement, la highway patrol s’occupe des routes et autoroutes (infractions et accidents), tandis que la state police s’occupe des crimes graves relevant de la juridiction de l’État fédéré, qui ne sont pas gérés par les forces de police des comtés ou quand ces dernières ont besoin d’assistance, faute de moyens.
Certaines de ces polices d’État sont, par ailleurs, chargées d’assurer, par contrat, une fonction de police au sein de petites entités municipales, qui ne veulent pas de polices de comtés.
La police d'État est chargée de faire appliquer les lois locales de l'État qui ont été votées par la législature de chaque État. Elles vont ainsi s'occuper de la police routière ou de délits et de crimes graves ne relevant pas de la compétence des polices de comté. La décision de créer une police dans un État est de la compétence de la législature de cet État et son budget est voté par le Congrès de l'État fédéré. 
Elles sont sous l'autorité du gouverneur de l'État. En fonction de l'importance et de la population de l'État, elle peut avoir des services de police spécialisés. Il peut également n'exister que quelques services spécialisés, le reste des fonctions de police dans l'État fédéré étant alors dévolu aux services de police des comtés dirigés par un shérif ou aux polices municipales. Il peut également exister des services de police d'État agissant sur des territoires dédiés (parcs d'État fédéré et autoroutes gérées par l'État fédéré). 
Ainsi, le Texas, l'Alaska ou l'Arkansas ont une police d'État, qui sont respectivement la Texas Ranger Division (première police d'État à avoir été créée en 1823), la Division of Alaska State Troopers et l'Arkansas State Police, tandis que la Californie, l'État américain le plus peuplé (39 millions d'habitants), n'a pas une police d'État mais plusieurs services de police spécialisés : 
- California Highway Patrol (CHP), popularisée par le feuilleton télévisé CHiPs, chargée de la police routière ;
- California Bureau of Firearms (en), chargée de faire respecter les lois sur les armes en Californie mais qui a également une mission d'éducation et de formation auprès du public et des distributeurs ;
- California Department of Fish and Game (en), agence responsable de la protection de la vie sauvage qui a en son sein une force de police contre le braconnage ;
- California Bureau of Gambling Control, qui est un service relatif au contrôle des jeux ;
- California Bureau of Investigation, qui se veut l'équivalent au niveau de la Californie du célèbre FBI.

Ceci peut en partie s'expliquer par la présence dans l'État californien d'importantes polices municipales couvrant des villes ou des conurbations importantes comme le Los Angeles Police Department (LAPD) ou le San Francisco Police Department (SFPD), ou des polices spécialisées comme le Bay Area Rapid Transit Police Department qui assure la sécurité du Bay Area Rapid Transit, le réseau de transport de la région de la baie de San Francisco, l'ensemble couvrant une grande partie de la population de Californie.
Dans plusieurs États, certains departments (équivalent de ministères locaux) peuvent aussi avoir leur propre police comme une police du Capitole (en)) qui protège la législature de l'État (parlement), une police de campus (en) pour les campus de l'université d'État, mais aussi des polices pour certains groupes d'hôpitaux importants de l'État, etc. 
Certains universités privées importantes ont leur police assermentée. Ainsi, l'université Harvard possède un Harvard University Police Department (en), qui est un service de police géré par l'université mais qui est composé de policiers assermentés, fonctionnaires de police disposant de pouvoirs spéciaux accordés par l'État du Massachusetts (chapitre 22C, section 63, des lois générales de cet État). Cela leur donne tout pouvoir d'arrestation sur tous les lieux possédés ou gérés par l'université. De plus, les policiers de ce service sont aussi assermentés comme shérif adjoint des comtés de Middlesex et de Suffolk, ce qui leur donne le pouvoir d'arrestation sur le territoire des municipalités de Cambridge, de Somerville et de  Boston, villes où l'université possède des locaux.
Le Port Authority of New York and New Jersey (PANYNJ), qui contrôle le port et les aéroports de la ville de New York et des environs et qui est géré conjointement par les deux États de New York et du New Jersey, possède son service de police, l'un des plus importants des États-Unis, le Port Authority of New York and New Jersey Police Department qui assure la police sur les aéroports et les installations portuaires de la ville de New York et ses environs mais également les ponts et les tunnels (sous la juridiction du PANYNJ).

### État fédéral
Les services de police à compétence spécifique (des Law enforcement agencies) dépendent du gouvernement fédéral des États-Unis. Il peut s'agir d'agence indépendante du gouvernement des États-Unis c'est-à-dire ne dépendant pas d'un département fédéral (équivalent d'un ministère) de la branche exécutive du pouvoir américain ou d'agences fédérales ou de services dépendant de ces mêmes départements. Elles sont chargées de faire respecter les lois fédérales. 
Selon le département (ministère) fédéral de la Justice et son bureau de statistiques, en 2021, 82 agences fédérales emploient des personnels chargés de sécurité publique au niveau fédéral et du respect des lois et règlements fédéraux ; ils sont armés et ont le droit d'effectuer des arrestations. Dix-huit de ces agences ont mis sur pied des groupes d'intervention. 
Au cours de l'histoire des États-Unis, le rôle du gouvernement fédéral s'est accru, souvent aux dépens du pouvoir des États fédérés. Cela s'est traduit par l'apparition de nouveaux services de police à compétence fédérale, les federal law enforcement agencies ou de nouvelles structures. Après les attentats du 11 septembre 2001, a été créé par une loi votée le 27 novembre 2002 par le Congrès un nouveau ministère (département), le département de la Sécurité intérieure des États-Unis, qui a regroupé 22 agences ou services auparavant dispersés. 
Marquant bien la séparation des pouvoirs aux États-Unis, la police du Capitole, chargée de la sécurité du Capitole et des membres du Congrès des États-Unis et la police de la Cour suprême, responsable de la sécurité du bâtiment et des juges de la plus haute juridiction américaine, dépendent respectivement du pouvoir législatif, le Congrès des États-Unis, et du pouvoir fédéral judiciaire, la Cour suprême des États-Unis. 

#### Agences fédérales ou organismes fédéraux de police
La liste ci-dessous n'est pas exhaustive. 
- Département de la Justice
  - Drug Enforcement Administration (DEA), chargée de la lutte contre le trafic de stupéfiants ;
  - Federal Bureau of Investigation (FBI), police judiciaire fédérale et service de renseignement intérieur, chargée de la lutte contre les crimes fédéraux - dont l'antiterrorisme, le contre-espionnage, le crime informatique et la médecine légale ;
  - United States Marshals Service (USMS), bras armé des tribunaux fédéraux chargé de la protection des tribunaux fédéraux, de la protection des témoins, des transports des prisonniers et des recherches des fugitifs ;
  - Bureau of Alcohol, Tobbaco, Firearms and Explosives (ATF), chargé du respect des lois sur les armes, les explosifs, le tabac et l'alcool et de la lutte contre leur trafic.
- Département de la Sécurité intérieure
  - United States Customs and Border Protection (CBP), qui a intégré à sa création en mars 2003 l'United States Border Patrol (police des frontières), l'United States Customs Service (douanes), et qui a repris aussi certaines des missions du département de l'Agriculture ;
  - US Immigration and Customs Enforcement (ICE), compétent en matière d'immigration ;
  - US Coast Guard (USCG), organisme militaire (dépendait jusqu'en 2003 du département des Transports)  qui a comme mission de veiller à l'application de la loi en mer et des règlements maritimes (police de la navigation et des pêches, lutte contre les trafics illicites, protection de l'environnement maritime, sauvetage et assistance en mer) et qui dispose du Coast Guard Investigative Service (CGIS), chargé d'enquêter sur les crimes impliquant l'US Coast Guard (USCG) ;
  - Transportation Security Administration (TSA) qui dispose notamment du Federal Air Marshal Service (FAMS), chargé de la sécurité des avions de ligne pendant les vols ;
  - United States Secret Service (USSS) chargé de deux missions très distinctes : la lutte contre la fausse monnaie, la fraude financière et le piratage des systèmes de télécommunications ; et la protection du président et du vice-président des États-Unis.
- Département de l'Intérieur
  - United States Park Police (USPP), chargée de la police des parcs nationaux, la plus ancienne agence de police en uniforme des États-Unis ;
  - United States Indian Police (en), rattachée au Bureau des affaires indiennes, ayant pour juridiction le territoire des cinq tribus civilisées ;
- Federal Reserve System
  - Federal Reserve System Police qui assure la protection des biens, des personnes et des opérations de la banque centrale américaine ;
- Congrès des États-Unis
  - United States Capitol Police (USCP),  assurant la sécurité du Capitole et des membres du Congrès (sénateur et représentants) ;
- Cour suprême des États-Unis
  - Police de la Cour suprême des États-Unis (SCOTUS Police), qui assure la sécurité des juges et du bâtiment de la Cour suprême des États-Unis ;
- Tennessee Valley Authority
  - Tennessee Valley Authority Police (en), police chargée de la protection des biens et des employés de la Tennessee Valley Authority.

### Forces armées
Il existe également au sein du département de la Défense et des Forces armées des États-Unis différentes forces de police et d'enquête criminelle : 
- Defense Criminal Investigative Service (DCIS), unité chargée d'enquêtes judiciaires ;
- United States Pentagon Police (USPPD), service de police compétent pour les crimes et délits qui sont commis au sein de l'administration centrale du département (ministère) fédéral de la Défense;
- US Army avec le United States Army Criminal Investigation Command (CID), service compétent pour les enquêtes sur les crimes commis au sein des installations de l'US Army ou qui concernent ses personnels ;
- US Air Force avec le Air Force Office of Special Investigations (AFOSI) ainsi que les US Air Force Security Forces (SF) comme unités de police militaire compétentes sur ses installations et personnels ;
- US Navy avec le Naval Criminal Investigative Service (NCIS), créé en 1892, compétent pour les crimes commis à l'encontre des personnels de l'US Navy ou sur ses enceintes.
- US Marine Corps avec la Military Police Investigations (MPI) comme unité de police judiciaire compétente pour les personnels de l'US Marine Corps et ses installations ;
- US Coast Guard (USCG) avec le Coast Guard Investigative Service (CGIS) et le Shore patrol comme unités de police militaire, pour les affaires criminelles et délictuelles de la compétence de l'USCG ;
- US Military Police Corps, chargé des affaires classiques de police militaire.

### Les personnels: du cadet à l'agent spécial
La diversité des forces policières aux États-Unis signifie qu'il existe de très nombreuses écoles de formation ou Police Academy sur tout le territoire. Il a été décompté par le FBI en 2019 plus de 600 police academy pour environ 18 000 services de police dépendant soit des États fédérés, soit des comtés, soit des villes. 
Lors de sa formation initiale au sein d'une école de police, structure rendue célèbre par la saga des Police Academy, le futur policier est désigné comme un cadet. La formation initiale est assez courte : environ quatre mois et le jeune recruté, après sa formation initiale, doit compléter sa formation pendant un an. Mais il n'existe pas de loi fédérale obligeant les services locaux de police à suivre un cursus de formation car chaque école de police est autonome.   
Aux États-Unis, tout policier travaillant quotidiennement en uniforme, au sein d'une police municipale (Police Department), prend le nom de Police Officer qui est en France un fonctionnaire de police. S'il travaille pour un bureau du shérif, il est nommé Sherif Deputy ou simplement Deputy (adjoint du shérif).
Les enquêteurs en civil accèdent à cette fonction par examen interne, généralement après quatre ans de service en tenue et ont droit alors au titre de détective.
L'agent spécial est un agent qui dépend d'un service fédéral, ayant un pouvoir de police, qui a été défini soit par un texte législatif, soit par un  texte d'origine réglementaire, par exemple un « Executive Order » - équivalent d'un décret spécial -  signé par le président des États-Unis.

### Armement courant depuis 1950
En 2013, les policiers en uniforme portent quotidiennement des armes de poing, majoritairement chambrées en .40 SW et à platine en double action ou DAO telles que les Beretta 96, Glock 22, HK USP40, SIG P229 ou les Beretta Px4, S&W MP40 et autres Springfield XD :

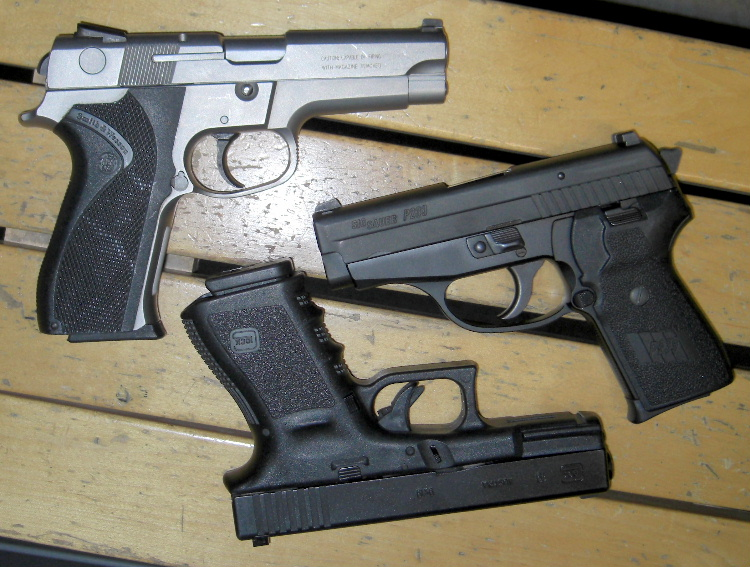
Un Smith & Wesson Model 5946 (en haut à gauche) face à un Glock 19 et un Sig-Sauer P239 : des armes de poing populaires chez les policiers américains dans les années 1990.

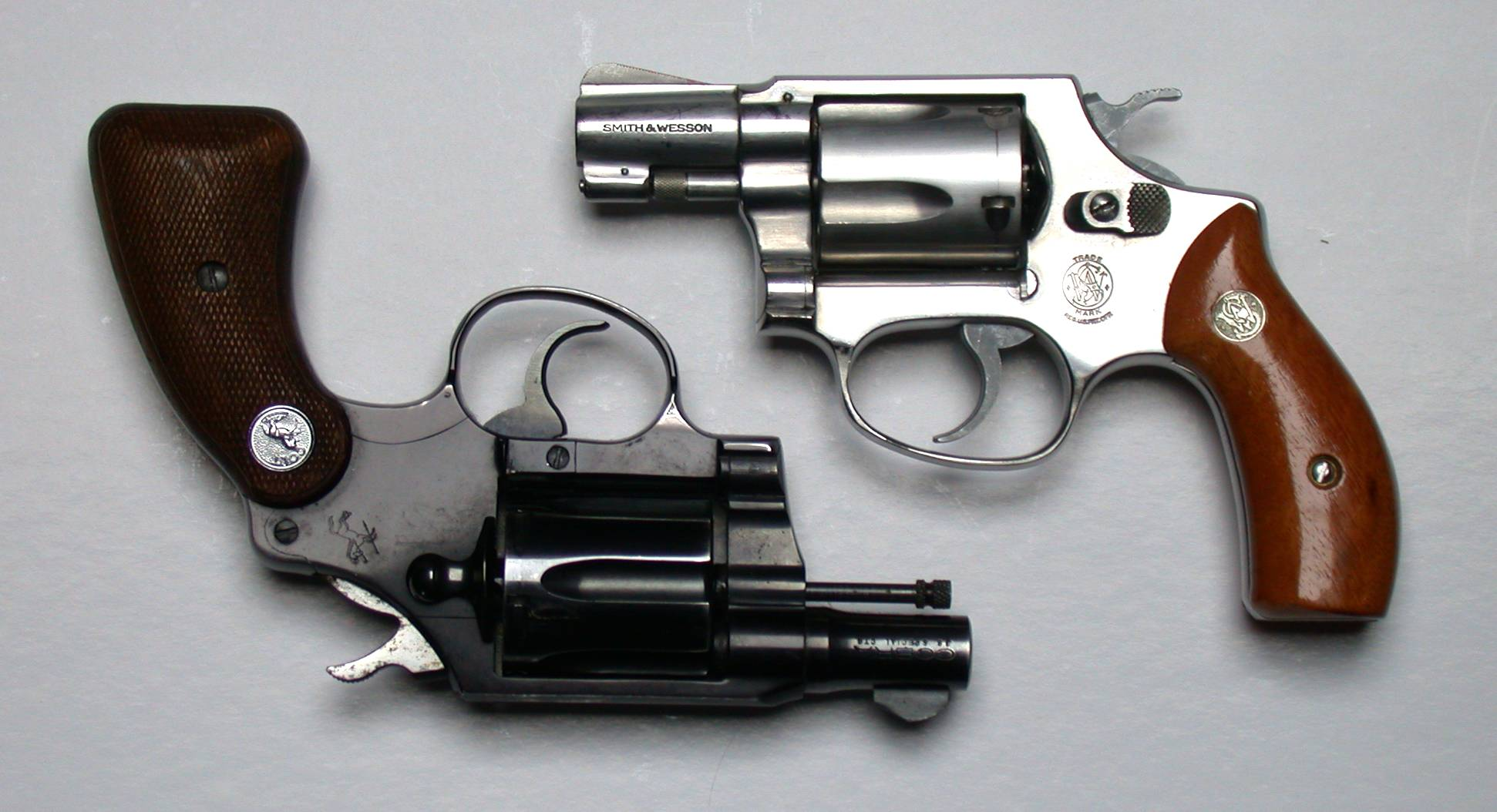
Un Smith & Wesson Chiefs Special (en haut) face à un Colt Detective Special (en bas) : des armes de poing populaires chez les policiers américains.

- Années 1950-1970 : revolvers en .38 Spécial tels que les Colt Official Police et S&W Model 10 et leurs variantes. Les policiers en civil préférent les Colt Detective Special et autres Smith & Wesson Chiefs Special ;
- Années 1970-1980 : revolvers en .357 Magnum tels que les Colt Python, les Ruger Security-Six, le S&W Model 28 mais surtout ses successeurs (S&W Combat Magnum ou S&W Model 686) ;
- Années 1980-1990 : pistolets en 9 mm Luger comme le Beretta 92, le Glock 17, le HK P7 ou le SIG P225. Smith & Wesson obtint plusieurs contrats pour la fourniture de S&W Model 459 et S&W Model 5903/5904/5906. Les Special Weapons and Tactics Teams des Los Angeles Police Department et San Francisco Police Department adoptèrent des modèles en .45 ACP sous la forme des Colt Goverment et Sig-Sauer P220-1

La fusillade de North Hollywood en 1997 a mis en évidence le déséquilibre grandissant entre les moyens à la disposition de la police et ceux employés par les criminels. Des documents vidéo de l'incident montraient clairement les balles de la police frappant les suspects avec peu ou pas d'effets, en grande partie en raison des protections portées par les suspects qui pouvaient sans problème arrêter les projectiles en calibre 9 mm et .38 de la police ainsi que les cartouches à grenaille en calibre 12 tirés par les fusils de police embarqués tels les Mossberg 590 ou Remington 11-87. Le LAPD avait alors en dotation le fusil à pompe l'Ithaca M37.
Cette inefficacité des balles de pistolet à traverser les gilets pare-balles des suspects a eu pour effet aux États-Unis d'armer des agents de police sélectionnés avec des carabines de police type AR-15 (des M16 modifiés pour ne pas tirer en rafales) lors des patrouilles. Le choix de ce type d'armes donnait aux premiers intervenants une plus grande capacité à se confronter efficacement et neutraliser éventuellement des suspects fortement armés et protégés.
Pour la seule année 2017, quelque 500 millions d’équipements militaires ont été transférés aux services de police du pays par l’intermédiaire du programme fédéral « 1033 », instauré en 1996 par Bill Clinton et renforcés par Donald Trump en 2017.

## Personnes tuées par la police
En 2015, plus de 1 110 personnes ont été tuées par les différents services de police aux États-Unis, mais plus de la moitié de ces morts n'ont pas été recensées convenablement par les autorités. Un tel nombre représente une moyenne annuelle rapportée à la population près de 13 fois supérieure à celle observée en France. Ces chiffres peuvent aussi être comparés au nombre d’homicides de policiers qui atteint la même année environ 70 aux États-Unis, soit 7 à 10 fois plus qu’en France (de 6 à 10 policiers et gendarmes), et un excès ramené à la population d’un facteur 1,5 à 2 bien plus faible.
Selon le chercheur Jesse Jannetta, spécialiste des questions de justice et de police, les violences policières aux États-Unis proviennent notamment de « la latitude des policiers à user la force, d’un point de vue juridique, avec notamment la notion d’« immunité qualifiée » [qui empêche les policiers d’être poursuivis pour des actions discrétionnaires dans l’exercice de leurs fonctions]. » La justice a ainsi beaucoup de mal à poursuivre les policiers impliqués dans la mort de citoyens.

## Policiers tués en service
Un site internet recense officiellement les policiers américains morts en service (l'Officer Down Memorial Page). En 2022, il annonce 249 policiers tués en service.
De 1900 à 2022, au moins 23 832 policiers américains sont morts en service. La principale cause de décès en service est le meurtre par arme à feu (11 427 policiers tués depuis 1900 hors terrorisme), à cela vient s'ajouter les autres meurtres (au moins 2 000). Chaque année, plusieurs centaines de policiers américains sont blessés par balles (hors cas d'accidents),.

## Critiques
L’Union américaine pour les libertés civiles (ACLU) en 2020 souligne que « les budgets actuels de la police sont énormes, totalisant collectivement plus de 115 milliards de dollars par année. Les dépenses consacrées à la police et au système juridique criminel ont nettement dépassé celles allouées au service des communautés ». Déclarant que selon elle les personnes noires sont incarcérées ou abattues à un taux disproportionné, elle estime que « depuis sa création, la police a été chargée de protéger le pouvoir et les privilèges en exerçant un contrôle social sur les Noirs ».

## Dans la culture populaire
Ces différentes polices sont mises en scènes dans de nombreuses séries télévisées ou films américains avec par exemple : 
- Police municipale : L'Arme fatale, L'Inspecteur Harry, Chicago PD, New York Police Blues, The Rookie, New York, police judiciaire, New York, unité spéciale, Serpico, Sur écoute, Blue Bloods, New York 911, Gotham, Rizzoli and Isles, Brooklyn Nine-Nine, Le Flic de Beverly Hills…
- Police de comté : Outer Banks, Impitoyable, Longmire, Deux flics à Miami et sa reprise Miami Vice : Deux flics à Miami, Shérif, fais-moi peur…
- Police d'État : 
  - Hawaii 5-0 qui fait suite à une série plus ancienne Hawaï police d'État…
  - Massachusetts State Police : Les Infiltrés…
  - California Bureau of Investigation (CBI) : Mentalist…
  - Louisiana State Police : True Detective (saison 1)…
- Police fédérale :
  - FBI : X-Files, Criminal Minds, Fringe, Public Enemies, Le Silence des agneaux, Donnie Brasco, Twin Peaks, Quantico, Mentalist (dans la saison 6 et 7)…
  - US Marshals : Justified, Le Fugitif, US Marshals, US Marshals : Protection de témoins…
  - DEA : Narcos, Breaking Bad…
  - Sécurité Intérieure : Scorpion…
  - NCIS : NCIS : enquêtes spéciales; NCIS : Los Angeles; NCIS : Nouvelle-Orléans; NCIS: Hawaï…